# Donji Štoj
Donji Štoj (cyr. Доњи Штој) – wieś w Czarnogórze, w gminie Ulcinj. W 2011 roku liczyła 1176 mieszkańców.